# Notación (ajedrez)
La notación en ajedrez comprende los sistemas que se han desarrollado para registrar los movimientos realizados en una partida de ajedrez o la posición de las piezas en un tablero de ajedrez. Los primeros sistemas de notación utilizaban narraciones extensas para describir cada movimiento; estos evolucionaron gradualmente hacia sistemas de notación más concisos. Actualmente, la notación algebraica de ajedrez es el estándar aceptado y se usa ampliamente. La notación algebraica tiene algunas variaciones. La notación descriptiva de ajedrez se utilizó en la literatura en inglés y en español hasta finales del siglo XX, pero ahora está obsoleta. Existen algunos sistemas especiales para el ajedrez por correspondencia internacional. La notación portátil de partida se utiliza cuando se trabaja con programas informáticos de ajedrez. También existen sistemas para la transmisión usando código Morse por telégrafo o radio.

## Anotación de jugadas
Algunas notaciones de grabación de movimientos están diseñadas principalmente para ser utilizadas por jugadores humanos; otros están diseñados para ser usados por computadoras.

### Sistemas de notación para humanos

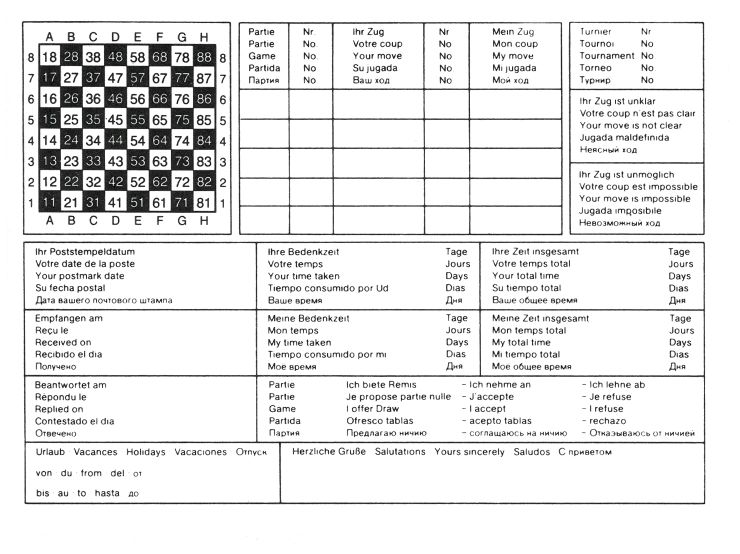
Tarjeta de ajedrez por correspondencia que muestra notación algebraica y notación ICCF

En competiciones reconocidas, todos los jugadores deben registrar todos los movimientos de ambos jugadores para resolver disputas sobre si un jugador ha realizado un movimiento ilegal y cuál debería ser la posición ahora. Además, si hay una regla de límite de tiempo que requiere que cada jugador complete un número específico de movimientos en un tiempo específico, como ocurre en las competiciones más serias, se debe mantener un recuento preciso de los movimientos. Todos los entrenadores de ajedrez recomiendan encarecidamente la anotación de las partidas propias para poder buscar mejoras en el juego. Las notaciones algebraicas y descriptivas también se utilizan en libros de ajedrez.
- La notación algebraica es más compacta que la notación descriptiva y es el método más utilizado para registrar los movimientos de una partida de ajedrez. En forma embrionaria fue utilizado por Philipp Stamma en el libro de 1737 Essai sur le jeu des echecs. Más tarde fue adoptado (en forma larga) por el influyente Handbuch des Schachspiels y se convirtió en estándar en las publicaciones alemanas. Es más compacto y menos propenso a errores que el sistema descriptivo en inglés. La notación algebraica es la notación oficial de la FIDE que debe usarse en todas las competiciones internacionales reconocidas que involucren a jugadores humanos.[3] La federación estadounidense de ajedrez (USCF) prefiere el uso de la notación algebraica pero aún permite la notación descriptiva.[4]

- La notación algebraica estándar es la notación estandarizada por la FIDE. Puede ser larga, corta o mínima:
- la notación algebraica larga incluye la fila y la columna de la pieza.
- la notación algebraica corta omite la fila y la columna inicial de la pieza, a menos que sea necesario eliminar la ambigüedad del movimiento.
- la notación algebraica mínima es similar a la notación algebraica corta pero omite los indicadores de captura ("x"), captura al paso ("ep"), jaque ("+") y jaque mate ("#"). Es la utilizada por Chess Informant.
- la notación algebraica de figurillas es una variación ampliamente utilizada de la notación algebraica estándar que reemplaza la letra que representa una pieza por su símbolo, por ejemplo,♞c6  en lugar de Cc6 o ♖xg4 en vez de Txg4. Los peones se omiten como en la notación algebraica estándar. Esto permite que los movimientos se lean independientemente del idioma. Para mostrar o imprimir estos símbolos en una computadora, se deben instalar una o más fuentes con buen soporte Unicode, y el documento (página web, documento de procesador de texto, etc.) debe usar una de estas fuentes.
- la notación algebraica reversible se basa en la notación larga, pero agrega una letra adicional para la pieza que fue capturada, si la hubiera. El movimiento se puede revertir moviendo la pieza a su casilla original y restaurando la pieza capturada. Por ejemplo, Td2xAd6.
- la notación algebraica reversible concisa es como la notación reversible, pero omite la fila o la columna si no es necesario para eliminar la ambigüedad del movimiento. Por ejemplo, Td2xA6. Esta notación es recomendada por Gene Milener en Play Stronger Chess by Examining Chess 960: Usable Strategies for Fischer Random Chess Discovered.
- la La notación algebraica reversible concisa de figuras  es una forma de la anterior con figuras no Staunton, utilizada por Gene Milener en torneos de ajedrez 960.

- La notación descriptiva, notación inglesa o notación descriptiva inglesa: hasta la década de 1970, al menos en los países de habla inglesa, las partidas de ajedrez se anotaban y publicaban utilizando esta notación. Todavía es utilizada por un número cada vez menor de jugadores, principalmente de mayor edad, y por aquellos que leen libros antiguos (algunos de los cuales aún son importantes[9]).
- Notación numérica de la ICCF: En el ajedrez por correspondencia internacional, el uso de la notación algebraica puede causar confusión, ya que diferentes idiomas tienen diferentes nombres para las piezas. El estándar para transmitir movimientos en esta forma de ajedrez es la notación numérica ICCF.[10]
- La notación de Smith es una notación de ajedrez sencilla diseñada para ser reversible y representar cualquier movimiento sin ambigüedad. La notación codifica el cuadro de origen, el cuadro de destino y qué pieza se capturó, si corresponde.[11]
- La notación de coordenadas es similar a la notación algebraica excepto que no se usa ninguna abreviatura o símbolo para mostrar qué pieza se está moviendo. Puede hacer esto casi sin ambigüedad porque siempre incluye la casilla desde la que se mueve la pieza así como su destino, pero las promociones deben desambiguarse incluyendo el tipo de pieza promocionada, como entre paréntesis. Ha resultado difícil de leer y escribir para los jugadores humanos, pero algunos programas informáticos relacionados con el ajedrez lo utilizan internamente.

La siguiente tabla enumera ejemplos de los mismos movimientos en algunas de las notaciones que pueden usar los humanos. Cada celda de la tabla contiene el movimiento de las blancas seguido del movimiento de las negras, ya que se enumeran en una sola línea de notación escrita.
| #  | Algebraica | Algebraica con figuras | Algebraica larga | Algebraica reversible | Algebraica concisa | Smith       | Descriptiva | Coordenadas | ICCF      |
| -- | ---------- | ---------------------- | ---------------- | --------------------- | ------------------ | ----------- | ----------- | ----------- | --------- |
| 1. | e4 e5      | e4 e5                  | e2e4 e7e5        | e2-e4 e7-e5           | e24 e75            | e2e4 e7e5   | P4R P4R     | E2-E4 E7-E5 | 5254 5755 |
| 2. | Cf3 Cc6    | ♘f3 ♞c6                | Cg1f3 Cb8c6      | Cg1-f3 Cb8-c6         | Cg1f3 Cb8c6        | g1f3 b8c6   | C3AR C3Ad   | G1-F3 B8-C6 | 7163 2836 |
| 3. | Ab5 a6     | ♗b5 a6                 | Af1b5 a7a6       | Af1-b5 a7-a6          | Af1b5 a76          | f1b5 a7a6   | A5C P3TD    | F1-B5 A7-A6 | 6125 1716 |
| 4. | Axc6 dxc6  | ♗xc6 dxc6              | Ab5xc6 d7xc6     | Ab5xNc6 d7xBc6        | Ab5:Cc6 d7:Ac6     | b5c6n d7c6b | AxC PDxA    | B5-C6 D7-C6 | 2536 4736 |
| 5. | d3 Ab4+    | d3 ♝b4+                | d2d3 Af8b4+      | d2-d3 Af8-b4+         | d23 Af8b4+         | d2d3 f8b4   | P3D A5C+    | D2-D3 F8-B4 | 4243 6824 |
| 6. | Cc3 Cf6    | ♘c3 ♞f6                | Cb1c3 Cg8f6      | Cb1-c3 Cg8-f6         | Cb1c3 Cg8f6        | b1c3 g8f6   | C3A C3A     | B1-C3 G8-F6 | 2133 7866 |
| 7. | 0-0 Axc3   | 0-0 ♝xc3               | 0-0 Ab4xc3       | 0-0 Ab4xNc3           | 0-0 Ab4:Cc3        | e1g1c b4c3n | 0-0 AxC     | E1-G1 B4-C3 | 5171 2433 |

En todas las formas de notación, el resultado generalmente se indica al final del juego con "1–0", que indica que las blancas ganaron, "0-1" que indica que las negras ganaron o "½ – ½", que indica unas tablas. Los movimientos que resulten en jaque mate se pueden marcar con "#", "++", "≠" o "‡" o para indicar el final del juego y el ganador, en lugar de o además de "1–0" o " 0-1 ".
Los comentaristas utilizan con frecuencia signos de interrogación ("?") Y signos de exclamación ("!") para etiquetar una jugada como mala o buena.

### Sistemas de notación para computadoras
Los siguientes se utilizan comúnmente para los sistemas informáticos relacionados con el ajedrez (además de la notación por coordenadas y Smith, que se describen anteriormente):
- Notación portátil de partida (PGN). Esta es la más común de varias notaciones que han surgido basadas en la notación de ajedrez algebraica, para grabar partidas de ajedrez en un formato adecuado para el procesamiento informático.[13]
- Steno-Chess. Este es otro formato adecuado para procesamiento informático. Sacrifica la capacidad de jugar a través de juegos (por un humano) por concisión, lo que minimiza la cantidad de caracteres necesarios para almacenar un juego.[14]
- Notación de Forsyth-Edwards (FEN). Un formato de una sola línea que da las posiciones actuales de las piezas en un tablero, para permitir la generación de un tablero en otro diferente de la posición inicial. También contiene otra información como derecho al enroque, número de jugada y color en movimiento. Se incorpora al estándar PGN como un par de etiquetas junto con la etiqueta de configuración.
- Descripción de posición extendida (EPD). Otro formato que da las posiciones actuales de un tablero, con un conjunto extendido de valores de atributos estructurados utilizando el conjunto de caracteres ASCII. Está diseñado para el intercambio de datos y comandos entre programas de juego de ajedrez. También está destinado a la representación de repositorios de bibliotecas de apertura portátiles.[15] Es mejor que FEN para ciertas variantes de ajedrez, como el ajedrez 960.

### Notación para telégrafo y radio
Se han usado algunos métodos especiales de notación para transmitir movimientos por telégrafo o radio, generalmente usando el código Morse. El código Uedemann y la notación de Gringmuth funcionaron utilizando una etiqueta de dos letras para cada cuadrado y transmitiendo cuatro letras: dos letras para el cuadrado de origen seguidas de dos letras para el cuadrado de destino. El enroque se muestra como un movimiento de rey. Las casillas se designan desde el lado blanco del tablero, las columnas de izquierda a derecha y las filas de la más cercana a la más lejana. El código de Rutherford primero convierte la jugada en un número y luego en una palabra latina compuesta. También podría transmitir jugadas de dos partidas al mismo tiempo.

#### Código Uedemann
Este código fue ideado por Louis Uedemann (1854-1912). El método nunca se usó realmente, principalmente porque una transposición de letras puede resultar en un movimiento válido pero incorrecto. Muchas fuentes usan incorrectamente este nombre para el código Gringmuth.
Las columnas están nombradas como "A", "E", "I", "O", "O", "I", "E" y "A", y las filas como "B", "D", "F", "G", "H", "K", "L" y "P". Una casilla del flanco de dama se designa por su letra de columna y luego por su letra de fila. Una casilla del flanco de rey se designa por su letra de fila y luego por su letra de columna.

#### Notación de Gringmuth
Este método fue inventado por Dmitry Alexeyevich Gringmuth, pero a veces se llama incorrectamente Código Uedemann. Se usó en 1866. Las columnas se designaban con una de dos letras, dependiendo de si estaba del lado de las blancas o del lado de las negras. Estas letras eran: B y M, C y N, D y P, F y R, G y S, H y T, K y W, L y Z. Las filas estaban etiquetados: "A", "E", "I "," O "," O "," I "," E "y" A ".

#### Código de Rutherford
Este código fue inventado en 1880 por Sir William Watson Rutherford (1853-1927). En ese momento, la oficina de correos británica no permitía dígitos ni cifrados en telegramas, pero permitían palabras en latín. Este método también permitía que las jugadas de dos partidas se transmitieran al mismo tiempo. En este método, los movimientos legales en la posición se contaban mediante un sistema hasta que se alcanzaba el movimiento que se estaba realizando. Esto se hizo para ambos juegos. El número de movimiento del primer juego se multiplicó por 60 y se agregó al número de movimiento del segundo juego. Se agregaron ceros iniciales según fue necesario para dar un número de cuatro dígitos. Los dos primeros dígitos serían del 00 al 39, que correspondían a una tabla de 40 raíces latinas. El tercer dígito correspondía a una lista de 10 prefijos latinos y el último dígito correspondía a una lista de 10 sufijos latinos. La palabra resultante era transmitida.
Después de que se cambiaron las reglas para que se permitieran cifrados en los telegramas, este sistema fue reemplazado por la Notación de Gringmuth.

## Anotación de posiciones
Las posiciones generalmente se muestran como diagramas (imágenes), utilizando los símbolos que se muestran aquí para las piezas.
También hay una notación para registrar posiciones en formato de texto, llamada notación de Forsyth-Edwards (FEN). Esta es útil para aplazar un juego y reanudarlo más tarde o para transmitir posiciones de problemas de ajedrez sin un diagrama. También se puede registrar una posición enumerando las piezas y las casillas en que se ubican, por ejemplo: Blanco: Re1, Td3, etc.

## Historia
La notación para las jugadas de ajedrez evolucionó lentamente, como muestran estos ejemplos. La última está en notación de ajedrez algebraica; los otros muestran la evolución de la notación descriptiva del ajedrez y usan la ortografía y la notación del período:
1614:  El rey blanco ordena a su propio caballero entrar en la tercera casa frente de su propio obispo.
1750:   Caballero del R. al 3d de su alfil.
1837:  C.R. a A. tercera casilla.
1848:  C.R. a 3ª del A.
1859:  C. R. a A. 3ª.
1874:  C R a 3A
1889:  CR-3A
1904:  C-3AR
1946:  C3AR
Actualmente:  Cf3
Un texto de la época de Shakespeare usa oraciones completas para describir movimientos, por ejemplo, "Entonces el rey negro para su segundo borrador saca a relucir su reina y la coloca en la tercera casa, frente al peón de su alfil", lo que ahora se escribe como 2...Df6. El gran jugador del siglo XVIII, Philidor, usó un enfoque casi igualmente detallado en su influyente libro "Analyse du jeu des Échecs", por ejemplo, "El obispo del rey, en la cuarta casilla de su obispo de la reina".
La notación algebraica fue utilizada por primera vez por Philipp Stamma (c. 1705-1755) en una forma casi completamente desarrollada antes de que evolucionara la notación de ajedrez descriptiva ahora obsoleta. La principal diferencia entre el sistema de Stamma y el sistema moderno es que Stamma usó "p" para movimientos de peón y la columna original de la pieza ("a" a "h") en lugar de la letra inicial de la pieza.
En Londres en 1747, Philidor derrotó de manera convincente a Stamma en una partida. En consecuencia, sus escritos (que fueron traducidos al inglés) se hicieron más influyentes que los de Stamma en el mundo del ajedrez de habla inglesa; esto puede haber llevado a la adopción de un sistema descriptivo para escribir movimientos de ajedrez, en lugar del enfoque basado en coordenadas de Stamma. Sin embargo, la notación algebraica se hizo popular en Europa tras su adopción por el muy influyente Handbuch des Schachspiels, y se convirtió en dominante en Europa durante el siglo XX. Sin embargo, no se hizo popular en los países de habla inglesa hasta la década de 1970.